# Coupe latine (rink hockey)
Pour les articles homonymes, voir Coupe latine.
La Coupe latine est une compétition de rink hockey au cours de laquelle s'affrontent les sélections sub-23 des quatre nations européennes : Portugal, Espagne, Italie et France. Elle est organisée par le Comité européen de rink hockey.
Le premier tournoi voit le jour en 1956 et se renouvelle chaque année jusqu'en 1963. Durant cette période, chaque pays organise la compétition chacun son tour.
Après une longue période d'absence, le tournoi revient en 1987 et il est exclusivement réservé aux jeunes joueurs dont l'âge se situe en 20 et 23 ans. Ce nouveau format va durer jusqu'en 2004. À noter qu'en 2001, en l'absence de l'Espagne, c'est l'Allemagne qui prend part à la compétition.
Depuis 2006, ce tournoi est exclusivement réservé aux moins de 23 ans afin que les jeunes joueurs non retenus en sélection adulte puissent bénéficier d'une expérience internationale et se joue tous les deux ans sous la forme d’une rotation entre les quatre pays.

## Palmarès
Le tableau ci-après donne le palmarès de la Coupe latine depuis sa création en 1956.
| Édition | Année           | Lieu                                                                  | Or                                                                    | Argent                                                                | Bronze                                                                | Quatrième                                                             |
| ------- | --------------- | --------------------------------------------------------------------- | --------------------------------------------------------------------- | --------------------------------------------------------------------- | --------------------------------------------------------------------- | --------------------------------------------------------------------- |
| 1       | 1956            | Paris, France                                                         | Italie                                                                | Portugal                                                              | Espagne                                                               | France                                                                |
| 2       | 1957            | Bologne, Italie                                                       | Portugal                                                              | Italie                                                                | Espagne                                                               | France                                                                |
| 3       | 1958            | Barcelone, Espagne                                                    | Espagne                                                               | Portugal                                                              | Italie                                                                | France                                                                |
| 4       | 1959            | Lisbonne, Portugal                                                    | Portugal                                                              | Espagne                                                               | Italie                                                                | France                                                                |
| 5       | 1960            | Nantes, France                                                        | Portugal                                                              | Espagne                                                               | Italie                                                                | France                                                                |
| 6       | 1961            | Barcelone, Espagne                                                    | Portugal                                                              | Espagne                                                               | Italie                                                                | France                                                                |
| 7       | 1962            | Porto, Portugal                                                       | Portugal                                                              | Espagne                                                               | Italie                                                                | France                                                                |
| 8       | 1963            | Bologne, Italie                                                       | Espagne                                                               | Portugal                                                              | Italie                                                                | France                                                                |
|         | Sub-20 & Sub-23 |                                                                       |                                                                       |                                                                       |                                                                       |                                                                       |
| 9       | 1987            | Anadia, Portugal                                                      | Italie                                                                | Portugal                                                              | Espagne                                                               | France                                                                |
| 10      | 1988            | Anadia, Portugal                                                      | Portugal                                                              | Italie                                                                | Espagne                                                               | France                                                                |
| 11      | 1989            | Anadia, Portugal                                                      | Portugal                                                              | Italie                                                                | Espagne                                                               | France                                                                |
| 12      | 1990            | Anadia, Portugal                                                      | Italie                                                                | Portugal                                                              | Espagne                                                               | France                                                                |
| 13      | 1995            | Tavira, Portugal                                                      | Espagne                                                               | Portugal                                                              | Italie                                                                | France                                                                |
| 14      | 1996            | Portimão, Portugal                                                    | Espagne                                                               | Portugal                                                              | Italie                                                                | France                                                                |
| 15      | 1997            | Olhão, Portugal                                                       | Espagne                                                               | Portugal                                                              | France                                                                | Italie                                                                |
| 16      | 1998            | Tavira, Portugal                                                      | Portugal                                                              | Espagne                                                               | France                                                                | Italie                                                                |
| 17      | 1999            | Pico, Portugal                                                        | Espagne                                                               | Portugal                                                              | Italie                                                                | France                                                                |
| 18      | 2000            | Ponta Delgada, Portugal                                               | Espagne                                                               | Portugal                                                              | Italie                                                                | France                                                                |
| 19      | 2001            | Lourinhã, Portugal                                                    | Portugal                                                              | France                                                                | Italie                                                                | Allemagne                                                             |
| 20      | 2002            | Sintra, Portugal                                                      | Portugal                                                              | Espagne                                                               | Italie                                                                | France                                                                |
| 21      | 2003            | Alcobaça, Portugal                                                    | Portugal                                                              | Espagne                                                               | Italie                                                                | France                                                                |
| 22      | 2004            | Guimarães, Portugal                                                   | Espagne                                                               | Portugal                                                              | Italie                                                                | France                                                                |
|         | CERH Sub-23     |                                                                       |                                                                       |                                                                       |                                                                       |                                                                       |
| 23      | 2006            | Viareggio, Italie                                                     | Espagne                                                               | Portugal                                                              | Italie                                                                | France                                                                |
| 24      | 2008            | Coimbra, Portugal                                                     | Portugal                                                              | Espagne                                                               | Italie                                                                | France                                                                |
| 25      | 2010            | Coutras, France                                                       | Espagne                                                               | Portugal                                                              | Italie                                                                | France                                                                |
| 26      | 2012            | Vilanova i la Geltru, Espagne                                         | Espagne                                                               | Portugal                                                              | France                                                                | Italie                                                                |
| 27      | 2014            | Viana do Castelo, Portugal                                            | Portugal                                                              | Espagne                                                               | France                                                                | Italie                                                                |
| 28      | 2016            | Follonica, Italie                                                     | Portugal                                                              | Italie                                                                | Espagne                                                               | France                                                                |
| 29      | 2018            | Saint-Omer, France                                                    | Espagne                                                               | Italie                                                                | France                                                                | Portugal                                                              |
| -       | 2020            | L'édition est annulée en raison de la pandémie de Covid-19 en Europe. | L'édition est annulée en raison de la pandémie de Covid-19 en Europe. | L'édition est annulée en raison de la pandémie de Covid-19 en Europe. | L'édition est annulée en raison de la pandémie de Covid-19 en Europe. | L'édition est annulée en raison de la pandémie de Covid-19 en Europe. |

## Bilan
| Rang | Équipe    | Or | Argent | Bronze | Quatrième |
| ---- | --------- | -- | ------ | ------ | --------- |
| 1    | Portugal  | 14 | 14     | -      | 1         |
| 2    | Espagne   | 12 | 9      | 7      | -         |
| 3    | Italie    | 3  | 5      | 17     | 4         |
| 4    | France    | -  | 1      | 5      | 23        |
| 5    | Allemagne | -  | -      | -      | 1         |